# Confederación Europea de Bádminton

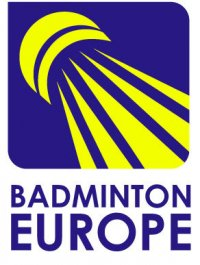
Logo de BADMINTON EUROPE

La Confederación Europea de Bádminton (EBU) es la institución que se dedica a organizar y controlar las competiciones europeas de bádminton. Es una de las cinco organizaciones continentales de la Federación Mundial de Bádminton.
Fue fundada el 24 de septiembre de 1967 en Fráncfort del Meno por once estados europeos: Austria, Bélgica, Checoslovaquia, Dinamarca, Inglaterra, Finlandia, Noruega, Países Bajos, la R.F.A., Suecia y Suiza como la Unión Europea de Bádminton. Tiene su sede actual en la localidad danesa de Brøndby.
En la reunión anual celebrada el 8 de abril de 2006 se decidió cambiar el nombre a Bádminton Europa (en inglés Badminton Europe), utilizando como acrónimo oficial BE .

## Presidentes
| N.º | Nombre           | País                | Periodo   |
| --- | ---------------- | ------------------- | --------- |
| 1   | Hans Peter Kuntz | Suiza               | 1967-1968 |
| 2   | Stellan Mohlin   | Suecia              | 1969-1977 |
| 3   | Herman Valken    | Países Bajos        | 1977-1982 |
| 4   | Heinrich Barge   | Alemania Occidental | 1982-1984 |
| 5   | Stan Mitchell    | Reino Unido         | 1984-1992 |
| 6   | Torsten Berg     | Dinamarca           | 1992-2004 |
| 7   | Tom Bacher       | Dinamarca           | 2004-2010 |
| 8   | Poul-Erik Høyer  | Dinamarca           | 2010-2013 |

## Competiciones
Las principales competiciones organizadas por la BE son:
- Campeonato Europeo de Bádminton,
- Copa de Europa de bádminton y
- Circuito Europeo de Bádminton.

## Estados miembros
En 2016 cuenta con la afiliación de 52 federaciones nacionales de Europa.
| N.º | País                 | Federación                                                                | Página web                                                                                        |
| --- | -------------------- | ------------------------------------------------------------------------- | ------------------------------------------------------------------------------------------------- |
| 1   | Albania              | Federata Shqiptare Badminton                                              |                                                                                                   |
| 2   | Alemania             | Deutscher Badminton Verband                                               |                                                                                                   |
| 3   | Armenia              | Հայաստանի Բադմինթոնի Ֆեդերացիա (Badminton Federation of Armenia)          |                                                                                                   |
| 4   | Austria              | Österreichischer Badminton Verband                                        |                                                                                                   |
| 5   | Azerbaiyán           | Badminton Federation of the Azerbaijan Republic                           |                                                                                                   |
| 6   | Bielorrusia          | Belarussian Badminton Federation                                          |                                                                                                   |
| 7   | Bélgica              | Belgian Badminton Federation                                              |                                                                                                   |
| 8   | Bosnia y Herzegovina | Badminton Savez Bosne i Hercegovine                                       |                                                                                                   |
| 9   | Bulgaria             | Bulgarian Badminton Federation                                            |                                                                                                   |
| 10  | Croacia              | Croatian Badminton Association                                            |                                                                                                   |
| 11  | Chipre               | Cyprus Badminton Federation                                               |                                                                                                   |
| 12  | Dinamarca            | Danmarks Badminton Forbund                                                |                                                                                                   |
| 13  | Inglaterra           | Badminton England                                                         |                                                                                                   |
| 14  | Escocia              | Badminton Scotland                                                        |                                                                                                   |
| 15  | Eslovaquia           | Slovak Badminton Federation                                               |                                                                                                   |
| 16  | Eslovenia            | Badmintonska Zveza Slovenije                                              |                                                                                                   |
| 17  | España               | Federación Española de Bádminton                                          |                                                                                                   |
| 18  | Estonia              | Estonian Badminton Association                                            |                                                                                                   |
| 19  | Islas Feroe          | Badmintonsamband Foroya Gundalalur                                        |                                                                                                   |
| 20  | Finlandia            | Finnish Badminton Association                                             |                                                                                                   |
| 21  | Francia              | Fédération Française de Badminton                                         | Archivado el 2 de marzo de 2009 en Wayback Machine.                                               |
| 22  | Gales                | Welsh Badminton Union                                                     |                                                                                                   |
| 23  | Georgia              | Georgian Badminton Federation                                             |                                                                                                   |
| 24  | Gibraltar            | Gibraltar Badminton Association                                           |                                                                                                   |
| 25  | Grecia               | Hellenic Badminton Federation                                             |                                                                                                   |
| 26  | Groenlandia          | Greenland Badminton Federation                                            | (enlace roto disponible en Internet Archive; véase el historial, la primera versión y la última). |
| 27  | Hungría              | Magyar Tollaslabda Szövetseg                                              |                                                                                                   |
| 28  | Islandia             | Badmintonsamband Islands                                                  |                                                                                                   |
| 29  | Irlanda              | Badminton Union of Ireland                                                |                                                                                                   |
| 30  | Israel               | Israel Badminton Association                                              |                                                                                                   |
| 31  | Italia               | Federazione Italiana Badminton                                            |                                                                                                   |
| 32  | Letonia              | Latvijas Badmintona Federācija                                            |                                                                                                   |
| 33  | Liechtenstein        | Liechtensteiner Badminton Verband                                         |                                                                                                   |
| 34  | Lituania             | Lithuanian Badminton Federation                                           |                                                                                                   |
| 35  | Luxemburgo           | Fédération Luxembourgeoise de Badminton                                   |                                                                                                   |
| 36  | Macedonia del Norte  | Macedonia Badminton Federation                                            |                                                                                                   |
| 37  | Malta                | Badminton Association of Malta                                            |                                                                                                   |
| 38  | Moldavia             | Moldavian Badminton Federation                                            |                                                                                                   |
| 39  | Montenegro           | Badminton Savez Crne Gore                                                 |                                                                                                   |
| 40  | Noruega              | Norges Badminton Forbund                                                  |                                                                                                   |
| 41  | Países Bajos         | Nederlandse Badminton Bond                                                |                                                                                                   |
| 42  | Polonia              | Polski Zwiazek Badmintona                                                 |                                                                                                   |
| 43  | Portugal             | Federação Portuguesa de Badminton                                         |                                                                                                   |
| 44  | República Checa      | Ceský Badmintonový Svaz                                                   |                                                                                                   |
| 45  | Rumania              | Romanian Badminton Federation                                             |                                                                                                   |
| 46  | Rusia                | НАЦИОНАЛЬНАЯ ФЕДЕРАЦИЯ БАДМИНТОНА РОССИИ (Badminton Federation of Russia) |                                                                                                   |
| 47  | Serbia               | Badminton Association of Serbia                                           |                                                                                                   |
| 48  | Suecia               | Svenska Badmintonförbundet                                                |                                                                                                   |
| 49  | Suiza                | Swiss Badminton                                                           |                                                                                                   |
| 50  | Turquía              | Turkish Badminton Federation                                              |                                                                                                   |
| 51  | Ucrania              | Федерація бадмінтону України (Badminton Federation of Ukraine)            |                                                                                                   |